# De Seismolen
De Seismolen is een (voormalige) korenmolen aan het Seisbolwerk in de Nederlandse stad Middelburg. Het is een ronde stenen stellingmolen die in 1728 is gebouwd en is daarmee van de in Middelburg nog aanwezige molens de oudste. Na een ernstige storm in november 1940 en daaropvolgende verwaarlozing kwam de molen in verval. Vanaf 1955, toen de molen in eigendom kwam van de gemeente, werd het metselwerk hersteld. Pas na een restauratie in 2000-2001 werd de molen weer maalvaardig: in de Seismolen bevinden zich 2 koppel 16der kunst- en 1 koppel 16der blauwe stenen.
Bij de laatste restauratie werden de funderingen van een voorganger van de Seismolen aangetroffen. Deze zogenaamde teerlingen waarop ooit een standerdmolen rustte zijn samen met de middenstukken van de oude roeden van de Seismolen verwerkt in een zitbank naast de molen.
De molen heeft een Oudhollands gevlucht van 26,00/26,15 meter en de kap is gedekt met dakleer.

## Foto's

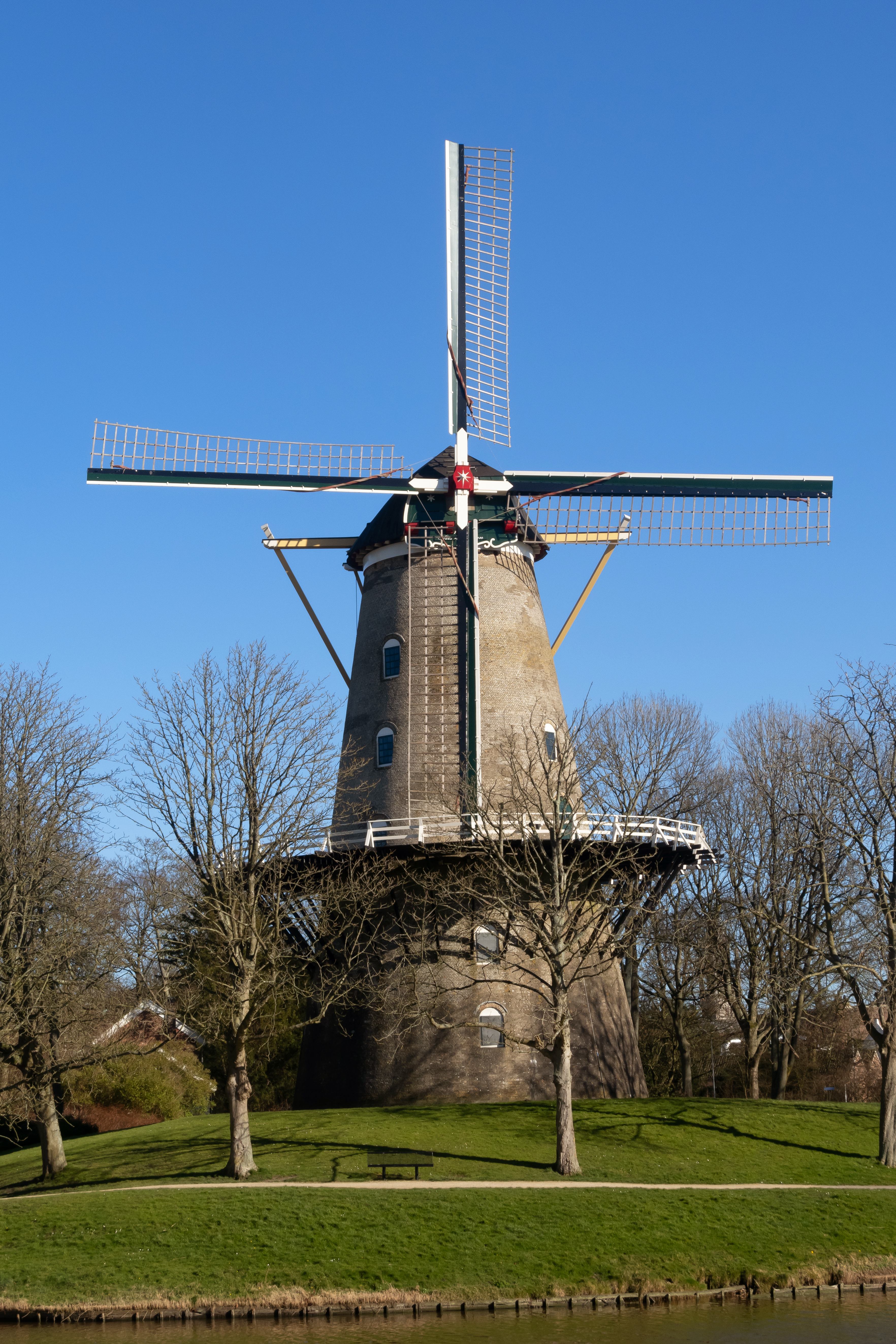
De Seismolen
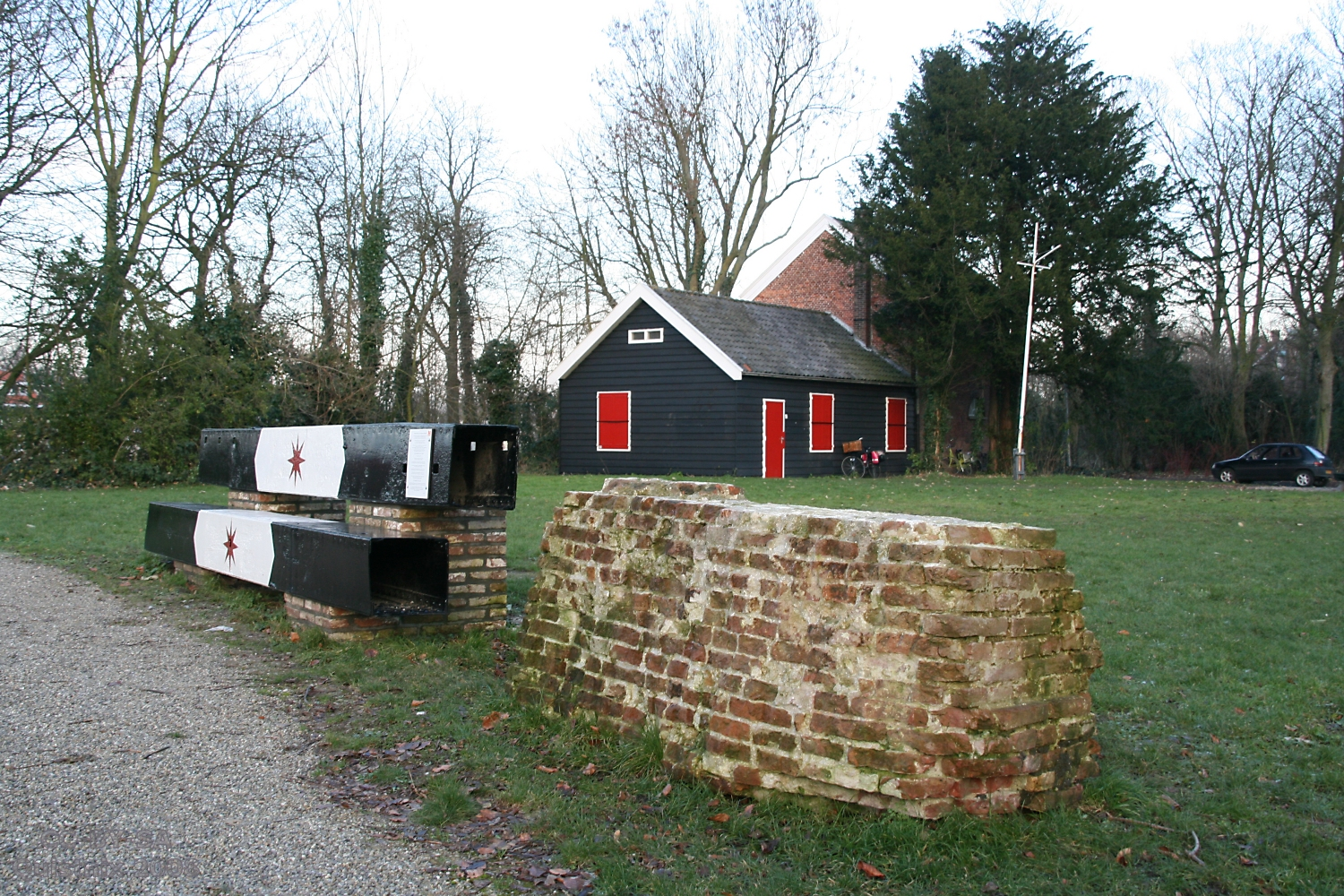
Zitbank en teerling
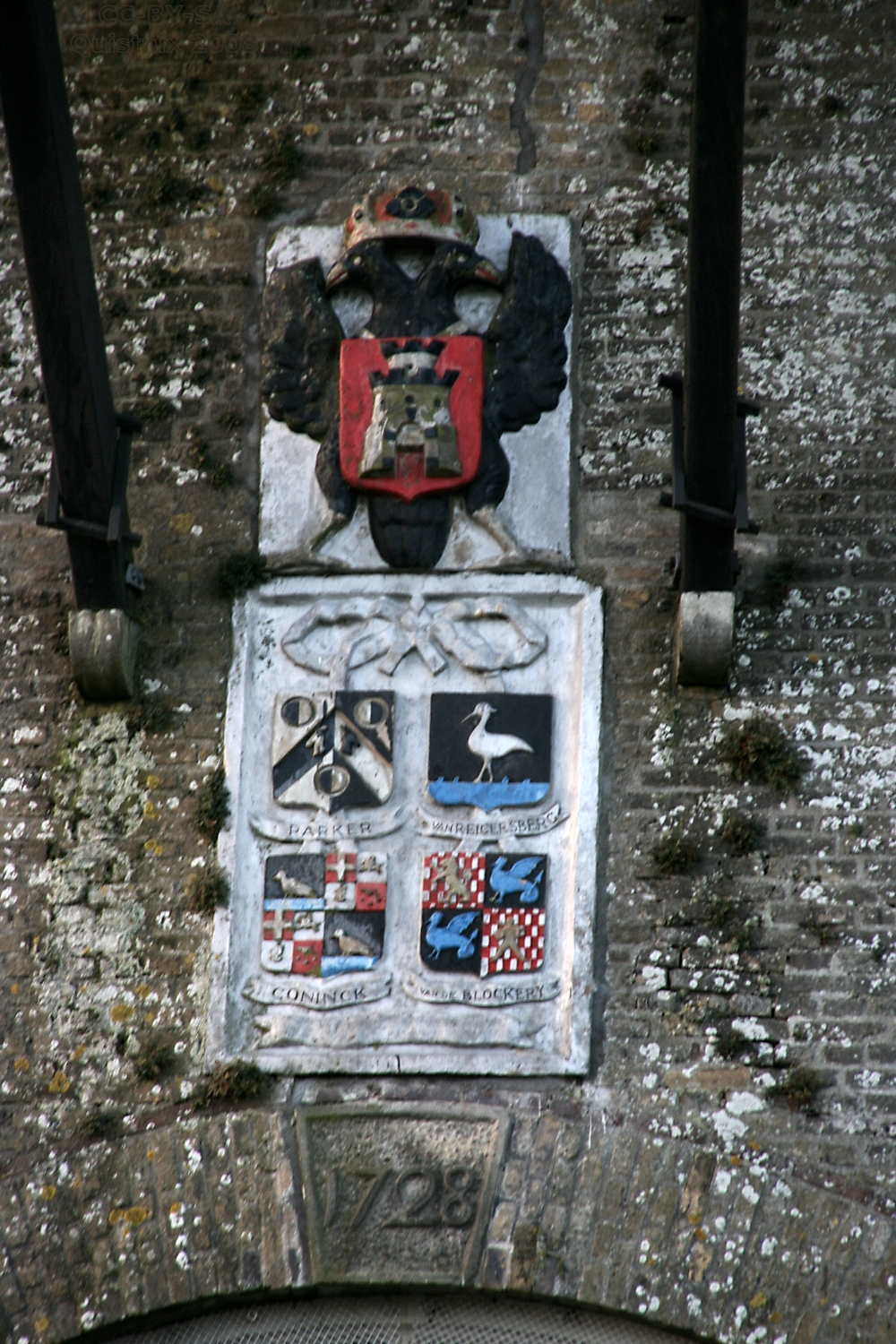
Gevelstenen